# Långetjärnen (Härryda socken, Västergötland)
Långetjärnen är en sjö i Härryda kommun i Västergötland och ingår i Göta älvs huvudavrinningsområde. Sjön är 17,9 meter djup, har en yta på 0,194 kvadratkilometer och befinner sig 99,2 meter över havet.

## Delavrinningsområde
Långetjärnen ingår i det delavrinningsområde (640637-129338) som SMHI kallar för Utloppet av Stora Härsjön. Medelhöjden är 108 meter över havet och ytan är 13,51 kvadratkilometer. Räknas de 3 avrinningsområdena uppströms in blir den ackumulerade arean 25,07 kvadratkilometer. Tvärån som avvattnar avrinningsområdet har biflödesordning 4, vilket innebär att vattnet flödar genom totalt 4 vattendrag innan det når havet efter 39 kilometer. Avrinningsområdet består mestadels av skog (69 %). Avrinningsområdet har 3,2 kvadratkilometer vattenytor vilket ger det en sjöprocent på 23,6 %.